# Караджабей
Караджабей (на турски: Karacabey) е град с прилежащ район във вилает Бурса на малоазийския бряг на Мраморно море в Турция. 
В античността градът се нарича Милетопол (на старогръцки: Μιλητόπολις) и е основан като колония на Милет.
По османско време градът се нарича Михалич (на турски: Mihaliç), вероятно по името на дясната ръка на основателя на османската династия – Кьосе Михал. Михалич е едно от местата, населено компактно с малоазийски българи. 
Град Михалич е преименуван на Караджабей по предложение на турските ветерани от битката при Галиполи по време на Първата световна война. На 11 септември 1922 г. Михалич е опожарен от отстъпващата гръцка армия в резултат от малоазийска катастрофа. След Бурса най-големите щети от гръцката окупация по Севърския договор търпи Михалич с околните му села.